# Joseph Sibomana
Joseph Sibomana (* 25. April 1915 in Save, Ruanda; † 9. November 1999) war Bischof von Kibungo.

## Leben
Joseph Sibomana empfing am 25. Juli 1940 durch den Apostolischen Vikar von Kabgayi, André Perraudin MAfr, das Sakrament der Priesterweihe.
Papst Johannes XXIII. ernannte Joseph Sibomana am 21. August 1961 zum ersten Bischof von Ruhengeri. Der Apostolische Delegat in der Demokratischen Republik Kongo und Ruanda-Urundi, Erzbischof Gastone Mojaisky-Perrelli, spendete ihm am 3. Dezember die Bischofsweihe; Mitkonsekratoren waren der Erzbischof von Kabgayi, André Perraudin MAfr, und der Bischof von Nyundo, Aloys Bigirumwami. 
Joseph Sibomana nahm an allen vier Sitzungsperioden des Zweiten Vatikanischen Konzils teil. Bei der 14. Generalkongregation am 7. November 1962, bei der es um die Liturgie der Sakramente ging, sprach er über die Feier der Taufe aus der Erfahrung afrikanischer Kulturen und warb dafür, einheimische Traditionen in den Ritus einzufügen.
Am 5. September 1969 ernannte ihn Papst Paul VI. zum ersten Bischof von Kibungo. Papst Johannes Paul II. nahm am 30. März 1992 das von Joseph Sibomana aus Altersgründen vorgebrachte Rücktrittsgesuch an.